# Acromastigum
Acromastigum, rod biljaka jetrenjarki u porodici Lepidoziaceae. Na popisu je pedesetak vrsta, uglavnom na južnoj polutki.

## Vrste
1. Acromastigum adaptatum Hürl.
2. Acromastigum anisostomum (Lehm. & Lindenb.) A. Evans
3. Acromastigum aurescens A. Evans
4. Acromastigum bancanum (Sande Lac.) A. Evans
5. Acromastigum bidenticulatum A. Evans
6. Acromastigum bifidum (Steph.) A. Evans
7. Acromastigum brachyphyllum A. Evans
8. Acromastigum brotheri (Steph.) A. Evans
9. Acromastigum caledonicum (Steph.) Grolle
10. Acromastigum capillare (Steph.) A. Evans
11. Acromastigum carcinum M.A.M. Renner & T.C. Wilson
12. Acromastigum cavifolium R.M. Schust.
13. Acromastigum colensoanum (Mitt.) A. Evans ex Reimers
14. Acromastigum cunninghamii (Steph.) A. Evans
15. Acromastigum curtilobum A. Evans
16. Acromastigum denticulatum A. Evans
17. Acromastigum divaricatum (Nees) A. Evans ex Reimers
18. Acromastigum duidae Reim.
19. Acromastigum echinatiforme (De Not.) A. Evans
20. Acromastigum echinatum (Gottsche) A. Evans
21. Acromastigum emarginatum Herzog
22. Acromastigum exiguum (Steph.) A. Evans
23. Acromastigum exile (Lindenb.) A. Evans
24. Acromastigum filum (Steph.) A. Evans
25. Acromastigum fimbriatum (Steph.) A. Evans
26. Acromastigum fumosum E.A. Br. & M.A.M. Renner
27. !Acromastigum furcatifolium (Steph.) E.A. Br.
28. Acromastigum gemmiferum N. Kitag. & T. Kodama
29. Acromastigum herzogii Grolle
30. Acromastigum homodictyon (Herzog) Grolle
31. Acromastigum implexum M.A.M. Renner
32. Acromastigum inaequilaterum (Lehm. & Lindenb.) A. Evans
33. Acromastigum integrifolium (Austin) A. Evans
34. Acromastigum interstisiale E.A. Br. & M.A.M. Renner
35. Acromastigum laetevirens (Sande Lac. ex Steph.) A. Evans
36. Acromastigum laevigatum A. Evans
37. Acromastigum lamyi Thouvenot
38. Acromastigum lepidozioides (Horik.) S. Hatt.
39. Acromastigum leptophyllum Herzog
40. Acromastigum linganum (De Not.) A. Evans
41. Acromastigum lobuliferum A. Evans
42. Acromastigum longirete Grolle
43. Acromastigum marginatum E.A. Hodgs.
44. Acromastigum microstichum Mitt. ex A.Evans
45. Acromastigum microstictum A. Evans
46. Acromastigum mooreanum (Steph.) E.A. Hodgs.
47. Acromastigum moratii N. Kitag.
48. Acromastigum obliquatum (Mitt.) A. Evans
49. Acromastigum palauense Inoue
50. Acromastigum prismaticale E.A. Br. & M.A.M. Renner
51. Acromastigum pusillum N. Kitag.
52. Acromastigum rigidum R.M. Schust.
53. Acromastigum stellare N. Kitag.
54. Acromastigum stenophyllum R.M. Schust.
55. Acromastigum subechinatiforme Hürl.
56. Acromastigum tenax (Steph.) A. Evans
57. Acromastigum verticale (Steph.) E.A. Hodgs.